# کارونتووهیل
کارونتووهیل (به لاتین: Carrauntoohil) یک کوه و جاذبه‌های گردشگری در جمهوری ایرلند است که در شهرستان کری واقع شده‌است.